# 莫斯科博物館
莫斯科博物館 (俄语：Музей Москвы）是俄羅斯首都莫斯科歷史最古老的博物館之一。

## 历史
莫斯科博物館設立於1896年，莫斯科市杜馬為博物館捐贈了大量展品。在20世紀，博物館曾多次改名和搬遷。1921年，博物館改名為莫斯科市博物館，位於蘇哈列夫塔。1940年，博物館改名為莫斯科歷史和重建博物館。1987年，博物館改為現名。

## 外部連結
- Official website of Museum （页面存档备份，存于）
- Moscow City Museum[永久]
- Museum of History of Moscow （页面存档备份，存于）